# Feerwerderpolder
De Feerwerderpolder is een voormalig waterschap in de provincie Groningen.
Het waterschap was gelegen tussen het Aduarderdiep en de weg van Feerwerd naar Aduarderzijl. De zuidgrens werd gevormd door de weg langs het Oldehoofsch kanaal. Hierin lag ook de duiker waardoor het waterschap zijn water loosde.
Hoewel C.C. Geertsema in zijn standaardwerk De zeeweringen, waterschappen en polders in de provincie Groningen de polder beschrijft, constateert hij dat er geen polderorganisatie, dat wil zeggen geen bestuur is. De facto was er op dat moment (1910) al geen waterschap meer. 
Waterstaatkundig gezien ligt het gebied sinds 1995 binnen dat van het waterschap Noorderzijlvest.